# Edmond Lareau
Edmond Lareau (13 mars 1848 – 9 février 1890) est un écrivain, avocat, historien de la littérature, homme politique, journaliste et professeur canadien.

## Biographie

### Formation
Né à Mount Johnson ou Mont-Saint-Grégoire ou Saint-Grégoire-le-Grand, baptisé Pierre-Bénoni-Evremond, il étudie au collège Sainte-Marie-de-Monnoir de Marieville, puis au collège Victoria de Cobourg, en Ontario, où il termine son droit avant d'entrer au barreau du Québec en septembre de 1870. À partir de 1874, il enseigne au collège McGill après avoir exercé le droit civil pendant quelque temps.

### Carrière politique
En 1875, il entre en politique en travaillant avec le Parti libéral du Québec de Maurice Laframboise. Conférencier et juriste, il tente d'abord d'être élu dans Rouville en 1882, mais il est battu par George-Auguste Gigault.
En 1883, il mène une poursuite pour diffamation contre La Minerve, gagne le procès et obtient six cents dollars en dédommagement. Membre de l'Association libérale de Montréal, il manifeste au champ de Mars de Montréal contre la pendaison de Louis Riel en 1885 et se joint bientôt à la formation politique d'Honoré Mercier, le Parti national.
Il est élu député de Rouville en 1886 ; sa vision juridique est un libéralisme pragmatique en faveur de l'autonomie provinciale et de la conférence interprovinciale. De plus, il pose des gestes en faveur des minorités anglophones, cherche à étendre la liberté de commerce et s'oppose à l'exemption fiscale accordée aux organismes à but non lucratif. Journaliste pour Le Temps, La Patrie et La Revue canadienne, il tente de modérer ses propos lorsqu'il défend la liberté de culte telle que connue aux États-Unis.

### Carrière littéraire
En 1874, il publie son Histoire de la littérature canadienne, importante référence littéraire pendant plus d'un siècle. Dans cet ouvrage, il commente longuement Michel Bibaud, Pierre du Calvet, François Daniel, Étienne-Michel Faillon, Jean-Baptiste-Antoine Ferland et Jacques Labrie ; il analyse brièvement les apports de Jean Froissart, Geoffroi de Villehardouin et Louis-Philippe Turcotte.
L'auteur avec lequel il partage le plus d'affinités est Pierre Du Calvet. Faucher de Saint-Maurice, Thomas-Étienne Hamel et Rémi Tremblay ont critiqué certaines inexactitudes de son texte et lui ont reproché son parti-pris libéral. En 1888, il publie son deuxième ouvrage d'importance, consacré à l'histoire du droit canadien. Avec Gonzalve Doutre, il avait déjà rédigé un livre qui couvrait la période jusqu'à la constitution de 1791.
En s'inspirant des analyses de Théophile-Pierre Bédard, Guillaume-Thomas Raynal et Charles Étienne Brasseur de Bourbourg, il expliqua la chute de la Nouvelle-France par des facteurs économiques, se montra sévère à l'égard de François de Laval et du baron de Lahontan, bienveillant pour le gouverneur Frontenac et généralement admiratif des libertés britanniques.
Il meurt à Montréal le 9 février 1890 et est enterré au cimetière Notre-Dame-des-Neiges.

## Ouvrages
- Tableau des délais fixes contenus dans le Code civil, 1870
- (avec Gonzalve Doutre) Le droit civil canadien suivant l’ordre établi par les codes, précédé d’une Histoire générale du droit canadien, 1872[2].
- Histoire de la littérature canadienne, 1874[3]
- Mélanges historiques et littéraires, 1877[4].
- Libéraux et Conservateurs, 1879
- Réformes judiciaires : examen du rapport de la commission de codification des statuts, 1882[5].
- Histoire abrégée de la littérature, 1884[6].
- Le code civil du Bas-Canada, 1885
- Histoire du droit canadien depuis les origines de la colonie jusqu’à nos jours, 1888[7].

Edmond Lareau a collaboré à certains volumes de The Lower Canada Jurist : Collection de décisions du Bas-Canada. Il collaborait aussi à la Revue internationale des lois de Gand.

## Compléments